# Medalha do Ultramar
A Medalha do Ultramar (em francês:  Médaille d'Outre-Mer) é uma condecoração militar francesa criada em 6 de junho de 1962, alterando o nome da Medalha Colonial criada pela lei de 26 de julho de 1893. As condições de atribuição não foram alteradas, apenas os territórios que dão direito à agraciamento desta condecoração foram modificados ao longo do tempo.

## História
Em 1892, o Visconde Louis-Philogène de Montfort propôs um projeto de lei à Câmara dos Deputados, visando criar uma medalha comemorativa universal, recompensando, com fechos separados, soldados por sua participação em certas campanhas de guerra particularmente memoráveis. Esta medalha foi criada pelo Artigo 75 da Lei de Finanças de 26 de julho de 1893, com o nome de Medalha Colonial. Desde o início, pretendia-se que ela pudesse recompensar, com efeito retroativo, as operações militares coloniais anteriores à sua criação. Posteriormente, passou a ser concedida pelo Presidente da República, sob proposta dos Ministros da Guerra, da Marinha e das Colônias. A medalha era inicialmente oferecida pelo Estado, mas, a partir de 1920, passou a incorrer em custo aos agraciados.
No contexto da Guerra da Argélia e da descolonização da África pela França, a condecoração foi renomeada pelo então Presidente da República, o General de Gaulle. Depois de ter sido concedida a mais de um milhão de titulares, a Medalha Colonial tornou-se, pelo decreto n.º 62-660 de 6 de junho de 1962, a Medalha do Ultramar. Por causa da característica legal dos territórios franceses, as operações no Norte da África de 1952 a 1964 - na Tunísia, Marrocos, Argélia, Saara e Mauritânia - não foram comemoradas pela Medalha Colonial, mas pela Medalha Comemorativa de Operações de Segurança e Aplicação da Lei.

## Agraciamento
A Medalha do Ultramar, tendo apenas modificado o nome da Medalha Colonial, manteve os princípios gerais de atribuição idênticos. Esta condecoração pode ser concedida a militares ou civis sob a tutela do Ministério das Forças Armadas que comprovem ter efetivamente participado de operações ou missões no exterior, ou prestado serviço militar no exterior ou fora do território europeu da França. O direito ao uso desta medalha é comprovado pelo envio de um diploma oficial aos titulares.
Com ou sem barra, a Medalha do Ultramar é concedida pelo Ministro da Defesa para recompensar os serviços militares ou civis prestados às Forças Armadas Francesas fora do território europeu da França ou no estrangeiro.
- Com barra para militares que tenham participado em operações em territórios cuja lista é estabelecida pelo Ministro da Defesa.
- Sem barra para suboficiais e tropa que tenham dez anos de serviço efetivo e para oficiais que tenham quinze anos de serviço efetivo e que tenham prestado serviço em atividade e com distinção por pelo menos seis anos em territórios cuja lista também esteja retida pelo Ministro da Defesa. Esses territórios estão atualmente listados pelo decreto de 30 de novembro de 1988:[5]

- - Guiana Francesa
  - Terras Austrais e Antárticas Francesas
  - Benim
  - Burquina Fasso
  - Burundi
  - Camarões
  - Comores
  - Congo
  - Costa do Marfim
  - Djibuti
  - Gabão
  - Guiné Equatorial
  - Guiné-Bissau
  - Mali
  - Madagáscar
  - Mauritânia
  - Mayotte
  - Níger
  - República Centro-Africana
  - Ruanda
  - Senegal
  - Chade
  - Togo
  - Zaire

O titular da Medalha do Ultramar com barra não pode reivindicar a medalha sem barra. Por outro lado, o titular da Medalha do Ultramar sem barra que receberia a barra a usaria na fita da Medalha do Ultramar que já possui.

## Características
A Medalha é redonda em bronze prateado ou prata, com o módulo de 30mm. A gravura foi feita por Georges Lemaire baseado no desenho da pintora marinha Marie Saulnier de la Pinelais. O anverso representa Marianne, a efígie da República, com capacete laureado, rodeada pelas palavras "REPUBLIQUE FRANÇAISE", significando "República Francesa". O reverso representa um globo terrestre colocado sobre troféus de atributos militares com a legenda "Medalha do Ultramar". A medalha pende de uma fita azul-celeste com três faixas verticais brancas, uma central de 7mm e duas laterais de 2mm. A fita é presa por um áries unilateral em prata, formado por dois ramos de louro. A barra é um fecho em vermeil ostentando a inscrição, em maiúsculas, do território onde decorreu a campanha.

## Barras

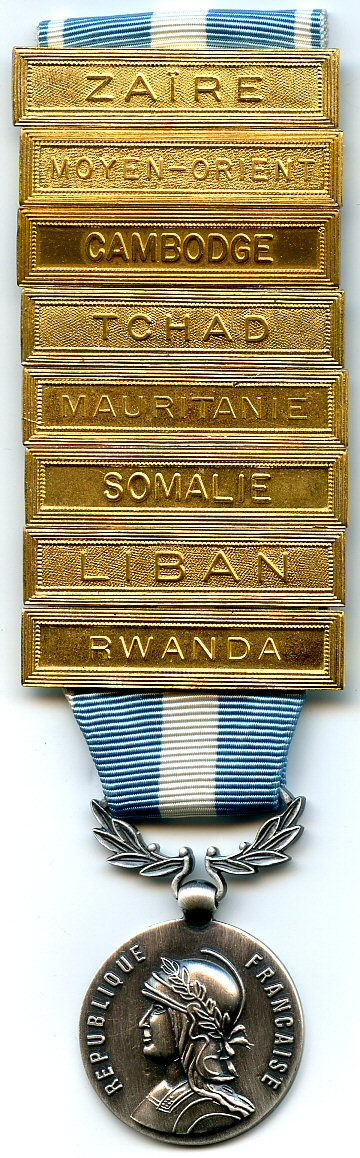
Medalha do Ultramar com 8 barras.

O Ministro da Defesa estabelece a lista dos territórios que dão direito à Medalha do Ultramar, bem como os períodos a ter em conta. Existem quatorze barras:
| Nº | Fecho                          | Criação | Missão | Ref.          |
| -- | ------------------------------ | ------- | --- | ------------- |
| 1  | Chade                          | 1979    | Operações de 15 de março de 1969 a 30 de setembro de 2014 | [ 7 ] [ 8 ]   |
| 2  | Líbano                         | 1979    | Operações desde 22 de março de 1978 | [ 9 ]         |
| 3  | Zaire                          | 1979    | Operações de 13 de maio de 1978 a 1 de julho de 1990 | [ 9 ] [ 10 ]  |
| 4  | Mauritânia                     | 1979    | Operações de 1º de novembro de 1977 a 1º de julho de 1990 | [ 9 ]         |
| 5  | Ormuz                          | 1987    | Operações de 30 de julho de 1987 a 1º de julho de 1990 | [ 11 ] [ 12 ] |
| 6  | Oriente Médio                  | 1990    | Operações Salamandre, Artimon, Busiris, Daguet, Méteil, Phère, Libage, Ramure, Merrain, Monuik, Aconit e Alysse a partir de 2 de agosto de 1990 e Chammal a partir de 8 de agosto de 2014               | [ 13 ] [ 14 ] |
| 7  | Somália                        | 1993    | Operações de 7 de dezembro de 1992 a 1º de maio de 1994 | [ 15 ]        |
| 8  | Camboja                        | 1993    | Operações de 12 de novembro de 1991 a 1º de maio de 1994 | [ 16 ]        |
| 9  | Ruanda                         | 1995    | Operações de 22 de junho de 1994 a 30 de setembro de 1994 | [ 17 ]        |
| 10 | República Centro-Africana      | 1999    | Operações de 1º de setembro de 1979 a 1º de julho de 1981, de 18 de maio de 1996 a 20 de fevereiro de 1997, de 20 de junho de 1997 a 15 de abril de 1998 e desde 3 de dezembro de 2002                  | [ 18 ] [ 19 ] |
| 11 | República do Congo             | 2000    | Operações de 6 de junho de 1997 a 20 de junho de 1997, de 13 de outubro de 1997 a 6 de novembro de 1997, de 11 de agosto de 1998 a 22 de outubro de 1998 e de 21 de janeiro de 1999 a 22 de junho, 2000 | [ 20 ]        |
| 12 | República da Costa do Marfim   | 2003    | Operação Licorne entre 19 de setembro de 2002 e 31 de dezembro de 2014 e Operação Calao de 4 de abril de 2004                                                                                           | [ 21 ]        |
| 13 | República Democrática do Congo | 2003    | Operações de 2 de junho de 2003 a 26 de setembro de 2003 e desde 7 de junho de 2006 | [ 22 ] [ 23 ] |
| 14 | Sahel                          | 2013    | Operações desde 11 de janeiro de 2013 | [ 24 ]        |